# 裙襬指數
裙襬指數是一個裙襬和經濟的理論。裙襬指數認為當經濟狀態好的時期（例如1920年代及1960年代），女性的裙子會比較短，裙襬也會比較高。當1960年代景氣好時，女性開始穿出現像迷你裙之類的服裝，有較高的裙襬，可以展現其昂貴的絲襪。而經濟狀態不好的時期（例如1929年華爾街股災），裙子會比較長。不過也有人提出相反的論點，像在1950年代，裙子比較長，當時卻是富裕的年代。 
此理論會被誤認為是由喬治·W·泰勒在1926年提出。泰勒1929年的論文《Significant post-war changes in the full-fashioned hosiery industry》，發現了自從1920年代以來，裙襬長度是會影響紡織產業是否成長的因素之一，不過他沒有提出裙襬理論 。
2010年一份未經同儕評審的研究指出「經濟景氣循環會較裙襬變化提早三年發生」。
德斯蒙德·莫利斯也在他的《裸猿》中提及此一理論。